# Тернарная условная операция
Терна́рная усло́вная опера́ция (от лат. ternarius — «тройной») — реализованная во многих языках программирования операция, возвращающая свой второй или третий операнд в зависимости от значения логического выражения, заданного первым операндом. Аналогом тернарной условной операции в математической логике и булевой алгебре является условная дизъюнкция, которая записывается в виде {\displaystyle [p,q,r]} и реализует алгоритм: «если {\displaystyle q}, то {\displaystyle p}, иначе {\displaystyle r}».
Обычно тернарная условная операция ассоциируется с операцией ?:, используемой в си-подобных языках программирования. На самом деле, подобные операции с другим синтаксисом имеются и во многих далёких по синтаксису от Си языках программирования. Среди популярных языков, в синтаксис которых встроена тернарная условная операция — Си, C++, JavaScript, Objective-C, C#, D, Java, ECMAScript, Perl, PHP, Python,Tcl, Ruby, Verilog, Turbo Basic. Своим появлением непосредственно в тернарной инфиксной форме эта операция обязана языку Алгол-60, в котором она имела синтаксис if o1 then o2 else o3 и затем языку BCPL (o1 -> o2, o3) вместо привычного теперь o1 ? o2 : o3. Прототипом же этой операции, в свою очередь, является условная функция cond языка Лисп, записываемая по правилам Лиспа в префиксной форме и имеющая произвольное количество аргументов.
Обычно в реализацию операции закладывается вычисление условия и только одного из выражений, что обеспечивает в ряде случаев расширенные возможности, например, выражение x > 0 ? 0 : sqrt(x) считается корректным, несмотря на то, что из отрицательных чисел корень не берётся.

## Примеры
Символ Кронекера: 
y = x == 0 ? 1 : 0.
Минимальное из чисел a и b:
min = (a < b) ? a : b
Может быть использована в ситуации, не связанной с присваиванием:
```
sprintf
(

  
Title
,

  
"%s %s"
,

  
tv_system
 
==
 
TV_PAL
 
?

    
"PAL"
 
:

    
"SECAM"
,

  
tv_input
 
?

    
Tv_Name
[
 
tv_input
 
-
 
1
 
]
:

    
"TEST"

);

```

— в данном случае эквивалентная конструкция с использованием if-then-else потребовала бы записи вызова функции sprintf четыре раза.

### Си-подобные языки
В базовом Си нет логического типа данных (в C99 появился логический тип _Bool), поэтому первый операнд должен быть числом (целым или вещественным) или указателем; сначала вычисляется именно его значение и сравнивается с нулём, и, если оно не равно нулю, вычисляется и возвращается второй операнд, в случае равенства — третий. Второй и третий операнды  могут быть различных типов (включая void).
В C++ тернарная условная операция имеет тот же синтаксис, что и в Си, однако за счёт наличия разницы между инициализацией и присваиванием, бывают ситуации, когда операцию ?: нельзя заменить конструкцией if-then-else, как, например, в следующем случае:
```
#include
 
<iostream>

#include
 
<fstream>

#include
 
<string>

using
 
namespace
 
std
;

int
 
main
(
int
 
argc
,
 
char
**
 
argv
)

{

    
string
 
name
;

    
ofstream
 
fout
;

    
if
 
(
argc
 
>
 
1
 
&&
 
argv
[
1
])

    
{

        
name
 
=
 
argv
[
1
];

        
fout
.
open
(
name
.
c_str
(),
 
ios
::
out
 
|
 
ios
::
app
);

    
}

    
ostream
&
 
sout
 
=
 
name
.
empty
()
 
?
 
cout
 
:
 
fout
;

    
return
 
0
;

}

```

Здесь переменная sout инициализируется в момент объявления результатом работы тернарной операции. Подобного эффекта не удалось бы достичь простым присваиванием в том или ином случае.
Кроме того, тернарная условная операция может быть применена в левой части оператора присвоения:
```
#include
 
<iostream>

int
 
main
 
()
 

{

    
int
 
a
=
0
,
 
b
=
0
;

    
const
 
bool
 
cond
 
=
 
...;

    
(
cond
 
?
 
a
 
:
 
b
)
 
=
 
1
;

    
std
::
cout
 
<<
 
"a="
 
<<
 
a
 
<<
 
','

              
<<
 
"b="
 
<<
 
b
 
<<
 
'\n'
;

}

```

В этом примере, если логическая переменная cond в строке 5 будет содержать значение true, то значение 1 будет присвоено переменной a, иначе, оно будет присвоено переменной b.
В C# на тернарную операцию накладываются дополнительные ограничения, связанные с типобезопасностью. Выражения 1 и 2 должны быть одного типа. Это приводит к следующему:
```
int
 
a
 
=
 
1
;

double
 
b
 
=
 
0.0
;

int
 
nMax
 
=
 
(
a
>
b
)
 
?
 
a
 
:
 
b
;

```

Такой исходный код не будет компилироваться несмотря на то, что в конечном итоге значение nMax будет равно а. Поскольку a и b должны быть одного и того же типа, a повысится до double, чтобы соответствовать b. Тип результирующего значения тернарной операции оказывается double, и этот тип должен быть понижен до int при присваивании:
```
int
 
a
 
=
 
1
;

double
 
b
 
=
 
0.0
;

int
 
nMax
;

// Можно поступить так:

nMax
 
=
 
(
int
)
 
((
a
>
b
)
 
?
 
a
 
:
 
b
)
 
;

// ...или так

nMax
 
=
 
(
a
>
b
)
 
?
 
a
 
:
 
(
int
)
b
;

```

### Python
В Python используется синтаксис с применением ключевых слов if-else: 
```
a
 
=
 
42

b
 
=
 
41

result
 
=
 
a
 
if
 
a
 
>
 
b
 
else
 
b

assert
 
result
 
==
 
42

```

Также можно реализовать через список:
```
[
<
выражение
 
1
>
,
 
<
выражение
 
2
>
][
<
условие
>
]

```

— будет возвращён результат выражения 1, если условие ложно; и выражения 2, если условие истинно. Если условие будет не булевым выражением, возможен выход за границы списка с исключением.

### PHP
В PHP используется си-подобный синтаксис:
```
 
$a
 
=
 
$b
==
1
 
?
 
"first value"
 
:

      
(
$b
==
2
 
?
 
"second value"
 
:

      
(
$b
==
3
 
?
 
"result value"
 
:
 
"default value"
));

```

Тернарный оператор в PHP эквивалентен более длинной конструкции if — else. Следующие два примера эквивалентны:
```
//Первый пример

$result
 
=
 
isset
(
$a
)
 
?
 
$a
 
:
 
'DefaultValue'
;

//Второй пример

if
 
(
isset
(
$a
))
 
{

    
$result
 
=
 
$a
;

}
 
else
 
{

    
$result
 
=
 
'DefaultValue'
;

}

```

Такие конструкции часто применяются чтобы в любом случае проинициализировать переменную для последующих вычислений (иначе PHP выдаст ошибку уровня E_NOTICE).
Начиная с версии 5.3 появилась возможность не указывать второй параметр операции. Например, две следующих записи эквивалентны:
```
 
$Variable
 
=
 
$_GET
[
'Parameter'
]
 
?
 
$_GET
[
'Parameter'
]
 
:
 
'DefaultValue'
;

 
$Variable
 
=
 
$_GET
[
'Parameter'
]
 
?:
 
'DefaultValue'
;

```

### Visual Basic
В классической версии Visual Basic существует тернарный оператор в виде функции IIf(Expr, TruePart, FalsePart). Данная функция имеет особенность: при оценке выражения Expr, также будут вычисляться TruePart и FalsePart, вне зависимости от результата выражения: истинно оно или ложно. Это может привести к неожиданным результатам, а иногда и к замедлению выполнения кода, если в качестве возвращаемых значений будет вызов функций с длительными операциями.
```
Dim
 
iCount
 
As
 
Long

Public
 
Sub
 
Main
()

    
iCount
 
=
 
1

    
MsgBox
 
IIf
(
1
 
=
 
1
,
 
FuncYes
,
 
FuncNo
)

    

    
'Переменная iCount будет содержать "3", т.к. обе функции будут выполнены

    
MsgBox
 
iCount

End
 
Sub

Public
 
Function
 
FuncYes
()
 
As
 
String

    
iCount
 
=
 
iCount
 
+
 
1

    
FuncYes
 
=
 
"Да"

End
 
Function

Public
 
Function
 
FuncNo
()
 
As
 
String

    
iCount
 
=
 
iCount
 
+
 
1

    
FuncNo
 
=
 
"Нет"

End
 
Function

```

Для замены функции IIf можно переписать выражение в одну строку, но это не будет являться аналогом функции, а будет всего лишь краткая форма записи оператора ветвления
```
If
 
Expr
 
Then
 
TruePart
 
Else
 
FalsePart

```

С появлением VB.NET, в синтаксис языка был включен привычный тернарный оператор и записывается как If(Expr, TruePart, FalsePart). Данный оператор использует сокращенные вычисления, в отличие от функции IIf, которая также для совместимости с прошлыми версиями доступна разработчику.

### Встроенный язык 1С
В языке конфигурирования платформы 1С:Предприятие тернарный оператор имеет синтаксис:
```
?(логическое выражение, выражение 1, выражение 2)
```

Широко применяется в качестве сокращенной записи конструкций Если <логическое выражение> Тогда ... Иначе ... КонецЕсли

В версии платформы 7.7 была возможность использования тернарного оператора в правой части оператора присваивания.

### Haskell
В Haskell операция ветвления if является условным выражением: else-выражение является обязательным и должно совпадать по типу с then-выражением. Также в стандартной библиотеке Data.Bool есть функция bool, возвращающая одно из двух выражений в зависимости от значения предиката.

Тернарная операция в привычной форме может быть определена как инфиксная функция через сопоставление с образцом (указание типов не обязательно):
```
(
?
)
 
::
 
Bool
 
->
 
a
 
->
 
a
 
->
 
a

(
?
)
 
True
  
a
 
_
 
=
 
a

(
?
)
 
False
 
_
 
b
 
=
 
b

```

или через любую операцию ветвления, например if или case of:
```
(
?
)
 
predicate
 
thenExpr
 
elseExpr
 
=
 
if
 
predicate
 
then
 
thenExpr
 
else
 
elseExpr

(
?
)
 
predicate
 
thenExpr
 
elseExpr
 
=
 
case
 
predicate
 
of
 
{
True
 
->
 
thenExpr
;
 
_
 
->
 
elseExpr
}

```

Поскольку (?) — инфиксная (бинарная) функция, то она принимает первые 2 аргумента и возвращает функцию одного аргумента. Для её применения к третьему аргументу используется аппликация ($):
```
True
  
?
 
"then"
 
$
 
"else"

>
 
"then"

False
 
?
 
"then"
 
$
 
"else"

>
 
"else"

```